# 노밍기아
노밍기아(Nomingia)는 중생대 백악기 후기 아시아대륙에 서식한 용반류 일종의 육식공룡이다. 학명은 "노밍긴 사막의 짐승"이라는 의미를 갖고 있다. 화석은 고비 사막에서 발견되었다. 오늘날의 조류와 유사하게 꼬리부분에 깃털이 있고, 입은 새의 부리 모양이다.